# 吕桑山
46°07′15″N 6°58′12″E / 46.12083°N 6.97000°E

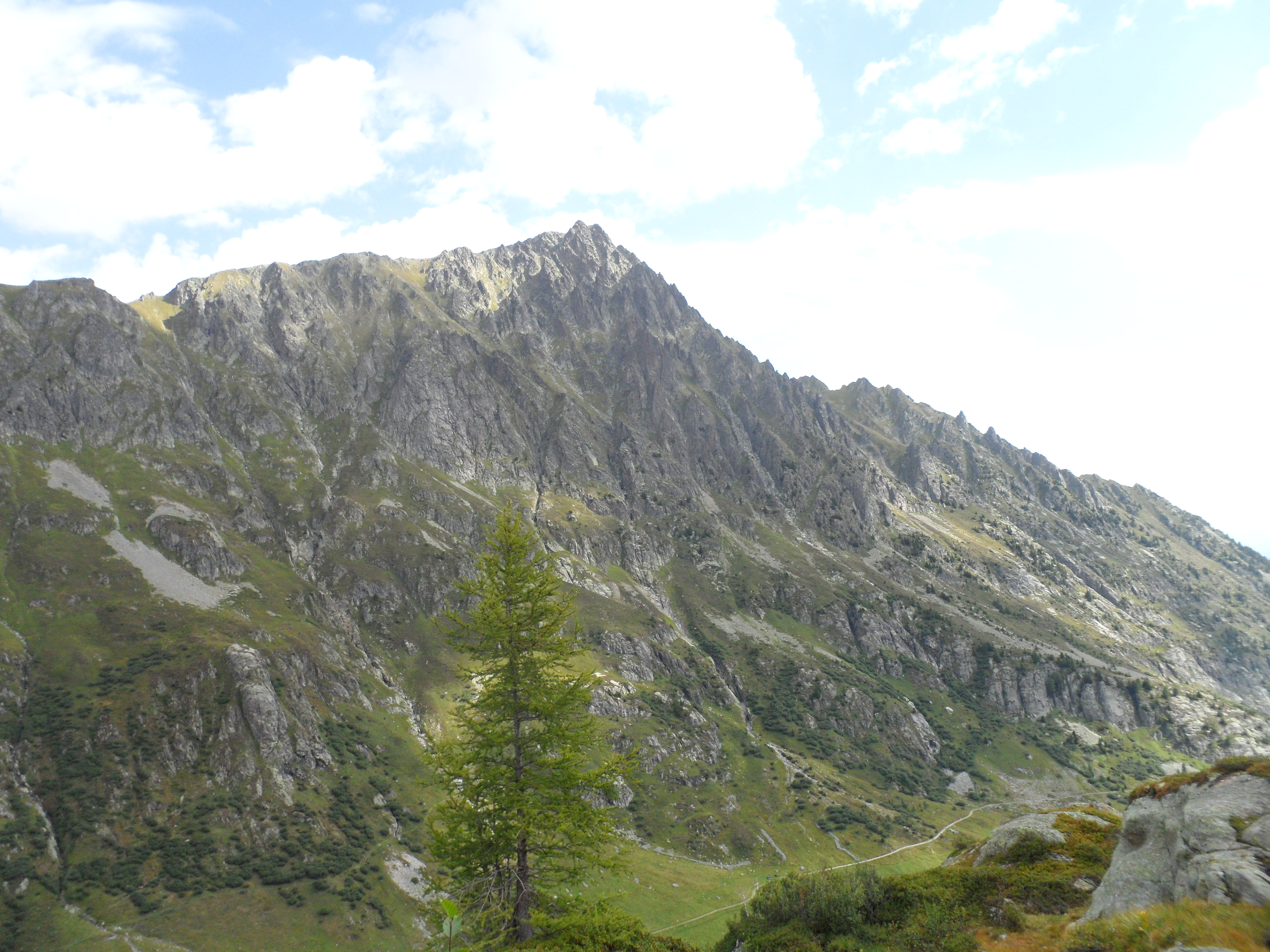

吕桑山（法語：Luisin，法語發音：[lɥizɛ̃]）是瑞士瓦萊州的山峰，位於該國西南部，屬於沙布莱山的一部分，海拔高度2,786米，每年平均降雨量1,395毫米。